# San Patricio del Chañar
San Patricio del Chañar est une ville d'Argentine située à l'est de la province de Neuquén, dans le département d'Añelo. Elle se trouve sur la rive gauche du río Neuquén, à 45 km de la capitale provinciale Neuquén.
La localité est reconnue pour la qualité des vins qui y sont produits.
Elle forme avec les localités de Centenario, Vista Alegre, Neuquén, Plottier, Plaza Huincul, Villa El Chocón, et le lac Los Barreales, la Ruta del vino, manzanas y dinosaurios (Route du vin, des pommes et des dinosaures).

## Population
La population de la ville se montait à 5.063 habitants en 2001. La croissance atteignait ainsi 59,16 % par rapport aux résultats du recensement de 1991.